# Ли Су Ман
Ли Су Ман (кор. 이수만, Lee Soo-man; род. 18 июня 1952) — южнокорейский бизнесмен и звукозаписывающий продюсер, который наиболее известен как основатель SM Entertainment, многонациональной южнокорейской развлекательной компании, базирующейся в Сеуле. Его также называют «президентом культуры», как одного из пионеров корейской волны. Он дебютировал как певец в 1971 году, когда был студентом Сеульского национального университета. В 1989 году он основал SM Entertainment, которая с тех пор стала одной из крупнейших развлекательных компаний в стране.

## Биография
Начал карьеру певца в 1970 годы как вокалист корейской поп-группы April & May. В 1983 году выпустил первый из своих сольных альбомов.
В 1995 году с эквивалентным 38 тыс. долл. США капиталом основал агентство по поиску талантов SM Entertainment, быстро ставшее одним из самых влиятельных агентств по поиску талантов Южной Кореи. Создал и/или руководил музыкальными карьерами таких исполнителей, как BoA, Girls' Generation, SHINee, Super Junior, TVXQ, EXO, f(x), Red Velvet, NCT, WayV, SuperM, Aespa.
Таким образом, он был основателем и председателем совета директоров компании.
В 2010 году ушёл в отставку со своей позиции в совете директоров. Как объяснило официальное лицо компании, чтобы «сфокусировать больше энергии на зарубежном бизнесе [компании] SM, руководстве новым бизнесом и развитии артистов». В 2012 году он снова вернулся на своё место.
В феврале 2023 года покинул SM Entertainment из-за обвинений в финансовых нарушениях, продал часть своей доли в компании Hybe Corporation.

## Личная жизнь
Жена Ким Ынджин, умерла от рака 30 сентября 2014.
Ли Су Ман — дядя по отцовской линии Санни, одной из участниц популярной гёрл-группы SM Girls' Generation.

## Обвинения

### Дело о растрате и обвинительный приговор
В 2002 году Верховная прокуратура Республики Корея обнаружила доказательства того, что Ли получил незаконную рыночную прибыль в размере 10 миллиардов долларов в августе 1999 года, приобретя акции на сумму 1,1 миллиарда долларов при размещении акций SM Entertainment на KOSDAQ путем увеличения оплаченного капитала. Верховная прокуратура Республики Корея также провела расследование в отношении Ли в отношении косвенных доказательств лоббирования продюсеров на вещательных станциях и хранения огромной суммы наличных денег в его личном кабинете и хранилищах.
Ли пытался избежать судебного преследования, оставаясь за границей с июня 2002 года, и был найден на поле для гольфа в Лос-Анджелесе 2 августа того же года. Во время бегства паспорт Ли был аннулирован, и он преследовался Интерполом. В конце концов Су Ман вернулся в Корею для проведения расследования 22 мая 2003 года. 7 октября был выдан ордер на предварительный арест, и Ли Су Ман был арестован 8 октября. 14 октября Ли был освобожден под залог после выплаты 30 миллионов вон. 19 октября Ли был привлечён к ответственности без содержания под стражей.
В сентябре 2004 года Верховный суд Кореи приговорил Ли к двум годам тюремного заключения вместе с тремя годами испытательного срока. Ли был освобождён в рамках специального освобождения в 2007 году в ознаменование четвёртого года президентства Но Му Хёна.

### Рабский контракт
В 2009 году три участника бойз-бэнда TVXQ подали в суд на своё управляющее агентство SM Entertainment, принадлежащее Ли, утверждая, что 13-летний контракт агентства (часто называемый рабским контрактом) был слишком длинным, слишком ограничительным и почти не давал им прибыли от их успеха. В 2010 году, Южнокорейская комиссия по справедливой торговле (KFTC) ввела правило, ограничивающее контракты на развлечения семью годами.

### Архив Пандоры
Ли Су Ман был включён в список фигур в Архив Пандоры.

## Дискография

### Альбомы
- Lee Soo-man (Jigu Records, 1977)
- Lee Soo-man (Shinsegae, 1978)
- 애창곡집 (Jigu Records, 1978)
- Greatest (Universal Record Co., 1980)
- Lee Soo-man (Shinsegae, 1983)
- Lee Soo-man (Han Kook Record, 1985)
- 끝이 없는 순간 (Asia Record Co., 1986)
- NEW AGE 2 (Han Kook Record, 1989)
- NEW AGE (Asia Record Co., 1989)

## Премии
- 1997 SBS Seoul Music Award — Музыкальный продюсер
- 2008 M.net Golden Disk Award — Музыкальный продюсер года
- 2012 1st Gaon Chart K-Pop Awards — Награда за вклад в K-pop